# Кларксдейл (Миссисипи)
Кларксдейл (англ. Clarksdale) — город и административный центр округа Коахома в штате Миссисипи США.

## Описание
Административный центр округа Коахома с 1892 года. Находится на северо-западе Миссисипи. Расположен в долине реки Миссисипи и лежит вдоль реки Санфлауэр, примерно в 75 милях (120 км) к юго-юго-западу от Мемфиса, штат Теннесси. Он был основан в 1848 году Джоном Кларком на месте индейского укрепления; в 1868 году он открыл магазин и заложил деревню, которая изначально называлась Кларксвилл.
Кларксдейл находится в северной части региона Дельта Миссисипи, известного своей богатой почвой, и город является центром переработки и распределения для окружающего сельскохозяйственного региона (хлопок, соевые бобы, рис, пшеница, сорго и арахис). Производство включает резиновые изделия, мобильные дома, шкафы, сельскохозяйственное оборудование и проволоку. Туризм также важен (особенно с середины 1990-х годов, когда были открыты игорные казино). Говорят, что Sunflower Landing, в 14 милях (23 км) к западу, является местом, где испанский исследователь Эрнандо де Сото открыл реку Миссисипи в 1541 году. Кларксдейл был домом для нескольких известных блюзовых музыкантов, в частности, Джона Ли Хукера и Мадди Уотерса; там находится Музей блюза Дельты, а в городе каждый август проводится фестиваль блюза реки Санфлауэр. Другие ежегодные мероприятия включают юбилей Дельты в июне и фестиваль Теннесси Уильямса в октябре. Общественный колледж Коахома открылся в 1949 году в Кларксдейле. Инкорпорирован в 1882 году. Население в 2000 году — 20 645, в 2010 году — 17 962 жителей.

## Население
| 1890 | 2010    | 2020    |
| ---- | ------- | ------- |
| 781  | ↗17 962 | ↘14 903 |